# 储政院
储政院，元代官署名。专门负责皇太子的宫廷供奉事宜，兼领皇太子分地租税。
原稱作詹事院，元文宗天曆二年（1329年）為改储政院，下置院使六员，正二品；同知二员，正三品；佥院二员，从三品；同佥二员，正四品；院判二员，正五品；司议二员，从五品；长史二员，正六品；照磨二员，管勾二员，俱正八品；掾史一十二人，译史四人，回回掾史二人，通事、知印各二人，宣使十人，典吏六人。